# Универсальные учебные действия
Универса́льные уче́бные де́йствия (УУД) — базовый элемент умения учиться; совокупность способов действий учащегося и навыков учебной работы, обеспечивающих его возможностью самостоятельно развиваться и совершенствоваться в направлении желаемого социального опыта на протяжении всей жизни. 

## Теоретико-методологическая основа понятия
Основой для разработки понятия служит деятельностный подход, базирующийся на положениях научной школы Л. С. Выготского, А. Н. Леонтьева, Д. Б. Эльконина, П. Я. Гальперина, В. В. Давыдова, В.А. Далингера. В данном подходе наиболее полно раскрыты основные психологические условия и механизмы процесса усвоения знаний, формирования картины мира, а также общая структура учебной деятельности учащихся.
УУД являются одним из ключевых понятий в теории развивающего обучения Д. Б. Эльконина — В. В. Давыдова.

## Универсальные учебные действия в современном школьном образовании
УУД в образовательном процессе школы выступают в качестве личностных и метапредметных результатов освоения учениками основной образовательной программы соответствующего уровня общего образования (начального, основного, среднего (полного)). УУД были определены Федеральным государственным образовательным стандартом третьего поколения и вошли в учебную деятельность школы с 2022 года. В содержательный раздел основной образовательной программы каждой ступени общего образования в школе должна быть включена программа развития универсальных учебных действий.
Существуют определенные различия формирования УУД в начальных классах, в среднем звене и старшей школе, связанные с возрастными особенностями учеников, сменой целевых ориентиров и характера учебной деятельности, переносом приоритетов.
Поскольку УУД относятся к личностным и надпредметным результатам освоения основной общеобразовательной программы, их освоение невозможно отнести исключительно к конкретному учебному предмету, но можно отнести к определенной теме.
Одним из самых важных и непременных условий формирования УУД на всех ступенях образования является обеспечение преемственности в освоении учащимися универсальных учебных действий. Для этого ФГОС предусматривает наличие в каждой школе на каждой ступени программы формирования УУД.
Ведущую роль в формировании УУД также играет подбор содержания, разработка конкретного набора наиболее эффективных, ярких и интересных ученикам учебных заданий.

## Функции универсальных учебных действий
К функциям универсальных учебных действий относятся:
- обеспечение возможностей ученика самостоятельно осуществлять такое действие как учение, ставить перед собой учебные цели, искать и использовать необходимые средства и способы их достижения, контролировать и оценивать процесс и результаты деятельности;
- создание условий для гармоничного развития личности и её самореализации на основе готовности к непрерывному образованию, необходимость которого обусловлена поликультурностью общества и высокой профессиональной мобильностью;
- обеспечение успешного усвоения знаний, умений и навыков и формирование компетентностей в любой предметной области.

Овладение учениками универсальными учебными действиями происходит в контексте разных учебных предметов и, в конце концов, ведет к формированию способности самостоятельно успешно усваивать новые знания, умения и компетентности, включая самостоятельную организацию процесса усвоения, то есть умение учиться.

## Виды универсальных учебных действий
Выделяются следующие виды универсальных учебных действий:
- познавательные:
  - общие учебные действия — умение поставить учебную задачу, выбрать способы и найти информацию для её решения, уметь работать с информацией, структурировать полученные знания;
  - логические учебные действия — умение анализировать и синтезировать новые знания, устанавливать причинно-следственные связи, доказывать свои суждения;
  - постановка и решение проблемы — умение сформулировать проблему и найти способ её решения;
- коммуникативные — умение вступать в диалог и вести его, учитывая особенности общения с различными группами людей;
- регулятивные — целеполагание, планирование, корректировка плана;[2].
- личностные: обеспечивают ценностно-смысловую ориентацию учащихся (умение соотносить поступки и события с принятыми этическими принципами, знание моральных норм и умение выделить нравственный аспект поведения), а также ориентацию в социальных ролях и межличностных отношениях;
- знаково-символические действия : моделирование и преобразование модели.[7]

Из них познавательные, коммуникативные и регулятивные отражены в ФГОСе.